# (2151) Hadwiger
(2151) Hadwiger ist ein Asteroid des Hauptgürtels, der am 3. November 1977 vom Schweizer Astronomen Paul Wild, vom Observatorium Zimmerwald der Universität Bern aus, entdeckt wurde.
Der Asteroid ist nach dem Schweizer Mathematiker Hugo Hadwiger (1908–1981) benannt.